# Pfarrkirche Zell an der Ybbs

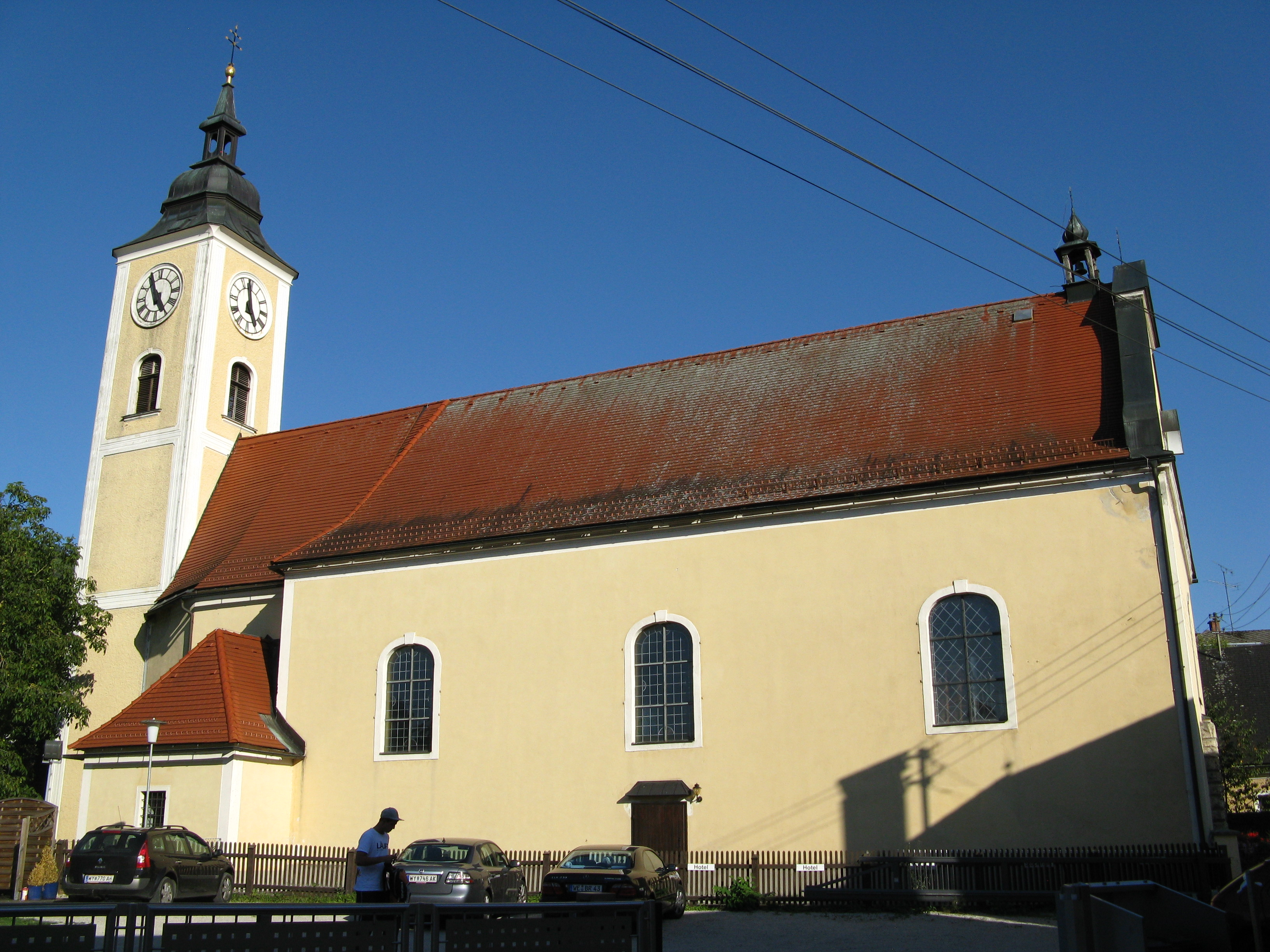
Katholische Pfarrkirche hl. Florian in Zell an der Ybbs

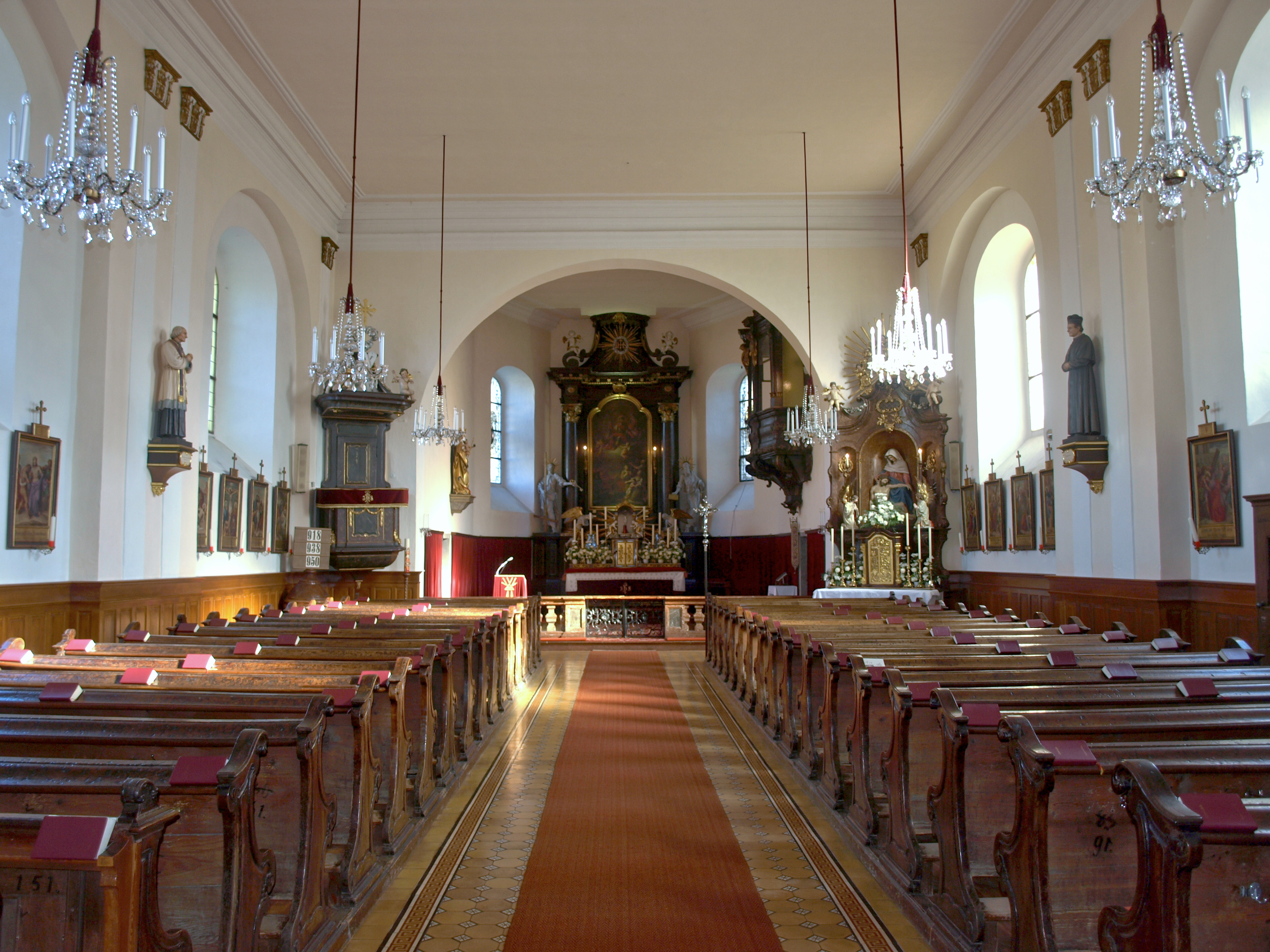
Langhaus, Blick zum Chor

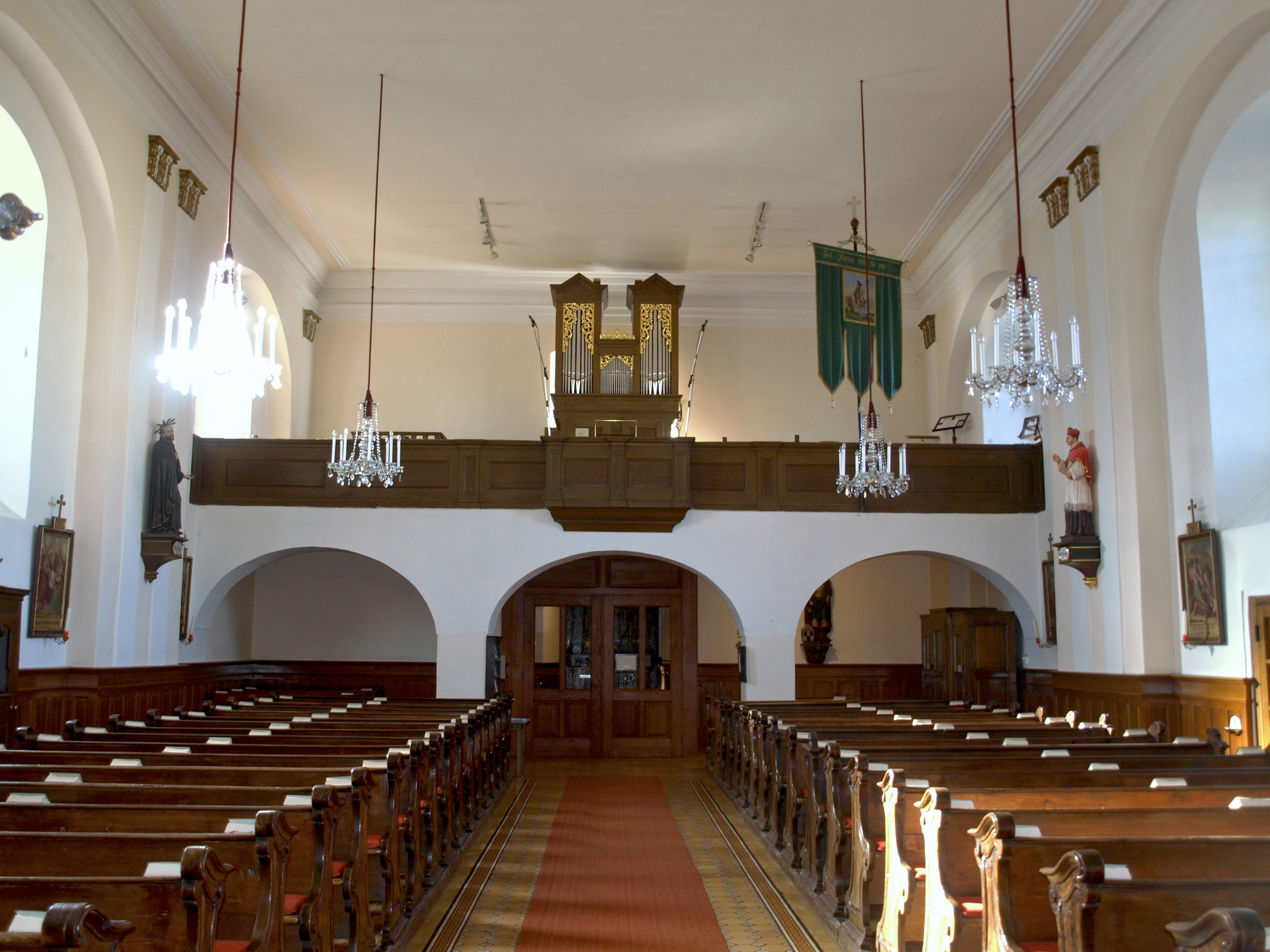
Langhaus, Blick zur Orgelempore

Die Pfarrkirche Zell an der Ybbs steht annähernd in der Achse der Zeller Hochbrücke in der Ortschaft Zell an der Ybbs in der Statutarstadt Waidhofen an der Ybbs in Niederösterreich. Die dem Patrozinium hl. Florian von Lorch unterstellte römisch-katholische Pfarrkirche gehört zum Dekanat Waidhofen an der Ybbs der Diözese St. Pölten. Die Kirche steht unter Denkmalschutz (Listeneintrag).

## Geschichte
Der Kirche wurde 1784/1786 erbaut und 1784 zur Pfarrkirche erhoben.

## Architektur
Der schlichte klassizistische Saalbau mit einem eingezogenen Chor hat einen markanten hohen Turm in einer umzäunten Grünzone.

## Ausstattung
Der Hochaltar besteht aus einem Rokoko-Säulenretabel mit Kämpfergesims, einem leicht segmentbogigen, mit spätbarocken/klassizistischen Teilen dekorierten Volutenschmiegenauszug und aus 1800 stammenden Polierweißstatuen der Heiligen Petrus und Paulus. Das Altarblatt zeigt die Glorie des Hl. Florian. Der Seitenaltar mit Rokoko-Tafel-Retabel und zweifach gegenläufigen Volutenschmiegen besitzt ein spätbarockes Tischtabernakel, eine Pieta und adorierende Engel aus 1903. Die um 1800 errichtete Kanzel folgt dem schlichten klassizistischen Stil. Im Chor befindet sich ein in dreiteiliger Korbform ausgeführter, hölzerner Oratoriumvorbau mit Palmetten- und Volutendekor und ein Speisgitter aus 1700. Die Gläubigen nehmen auf klassizistischen Kirchenbänken Platz, die Beichtstühle sind im selben Stil. Aus 1800 stammt ein in der Sakristei befindlicher Schrank mit Intarsien und reichem Blattwerkaufsatz. Weitere in der Kirche befindliche Kunstschätze sind u. a. eine Pietá um 1430, eine 1990 restaurierte, spätgotische Madonna um 1520, ein aus der ersten Hälfte des 18. Jahrhunderts stammendes, barockes Wandfeld, das den auferstandenen Christus zeigt sowie Kreuzwegbilder aus 1886; in Verwahrung befinden sich eine Dreifaltigkeitsmonstranz um 1700 und ein Ziborium aus 1690.
Die spätbarocke Orgel mit 9 Registern wurde um 1860 von Josef Breinbauer umgebaut. Die Glocken nennen 1942 und 1950.